# Oakforest-PACS
Oakforest-PACS займає першу позицію в Японії, третю позицію в тесті HPCG і на дев'ятому місці в списку TOP500 на рівні SC16 в Солт-Лейк-Сіті!
Система Oakforest-PACS розташована в Центрі інформаційних технологій у кампусі Кашіва університету Токіо, але використовується спільно з Токійським університетом та університетом Цукуби, включаючи фінансування, впровадження та функціонування системи, а також більша частина використання програми.

## Опис системи
Система Oakforest-PACS складається з 8208 обчислювальних вузлів, використовуючи високопродуктивні процесори Intel Xeon Phi з архітектурою Knights Landing, яка використовує багатоядерні процесорні технології. Ці вузли з'єднані з Intel® Omni-Path Architecture. Це перша великомасштабна система з таким процесором в Японії. Система інтегрована компанією Fujitsu, і її сервер PRIMERGY використовується як кожен з обчислювальних вузлів. Крім того, в системі використовується система загальних файлів (ємність: 26 PB) та система швидкого кешування файлів (940 TB), обидві з яких надаються Data Direct Network (DDN).

Пікова продуктивність Oakforest-PACS становить 25 PFLOPS, а загальна ємність пам'яті - більше 900 Тб. Всі обчислювальні вузли та сервери файлових систем пов'язані топологією з потовщеного дерева на основі Intel OPA, яка забезпечує повну пропускну здатність бісекції. Таким чином, доступна гнучка та ефективна утилізація та робота обчислювальних вузлів і файлових систем. Крім того, система швидкого кешування файлів обладнана SSD-дисками і підходить для таких додатків, що вимагають більш високої продуктивності вводу / виводу файлів.

## Специфікація системи Oakforest-PACS
Загальна пікова продуктивність: 
```
25PFLOPS
```

Загальна кількість обчислювальних вузлів: 
```
8,208
```

Обчислювальні вузли: 
```
Продукт: Fujitsu PRIMERGY CX600 M1 (2U) + CX1640 M1 x 8node
```

```
Процесор: Intel® Xeon Phi™ 7250 (Code name: Knights Landing), 68 cores, 1.4 GHz
```

```
Пам'ять:
* High BW: 16 GB, 490 GB/sec (MCDRAM, effective rate)	
* Low BW: 96 GB, 115.2 GB/sec (peak rate)
```

Паралельна файлова система:
```
Тип: Файлова система Lustre
Загальна ємність: 26.2	PB
Продукт: DataDirect Networks SFA14KE
Агрегат BW: 500 GB/sec
```

Система кешування файлів:
```
Тип: Burst Buffer, Infinite Memory Engine (by DDN)
Загальна ємність: 940 TB (NVMe SSD, в тому числі дані про паритети за допомогою стирання кодування)
Продукт: DataDirect Networks IME14K
Агрегат BW: 1,560 GB/sec
```

Споживання енергії: 
```
4.2 MW (включаючи охолодження)
```

## Програмне забезпечення Oakforest-PACS
```
ОС: Red Hat Enterprise Linux (вузли входу), CentOS або McKernel (обчислення вузлів, динамічне перемикання)
 1. McKernel: ОС для багатоядерного центрального процесора, розроблена RIKEN AICS
  а) Ультралегкі ОС порівняно з Linux, без фонових шумів для користувацької програми
```

```
Компілятор: GCC, Intel Compiler, XcalableMP
 1. XcalableMP: паралельна мова програмування, розроблена RIKEN AICS та університетом Цукуба
  а) Простота розробки високопродуктивних паралельних додатків шляхом додавання 
директив
 до оригіналу коду, написаного на C або Fortran
```

```
Застосування: програмне забезпечення з відкритим кодом
 1. OpenFOAM, ABINIT-MP, PHASE система, FrontFlow тощо
```

## Сфери застосування
Система Oakforest-PACS доступна за різними програмами, зокрема, інноваційною Інфраструктурою високопродуктивної обчислювальної інфраструктури Японії (HPCI) та тими, які проводяться індивідуально двома університетами(Токіо та Цукуби). При спільному користуванні, такі потужні суперкомп'ютери Японії можуть суттєво покращити дослідження та розробку в різних сферах науки і техніки нового покоління. Крім того, він буде використовуватися не тільки для досягнення передових обчислювальних наукових досліджень, але також для розвитку таланту в галузі обчислювальної науки та високопродуктивних обчислювальних полів, що сприятиме подальшому розвитку кожної галузі. Впроваджуючи та керуючи цією системою, Центр інформаційних технологій Токійського університету та Центр обчислювальних наук у Цукубському університеті роблять ще один внесок у розвиток суспільства.